# Fiskartorpets ekhage
Fiskartorpets ekhage är ett naturreservat i Lekebergs kommun i Örebro län.
Området är naturskyddat sedan 2008 och är 8 hektar stort. Reservatet ligger vid västra stranden av Logsjön och är en tidigare ängs- och hagmark bevuxen med ekar.